# Lucian O. Meysels

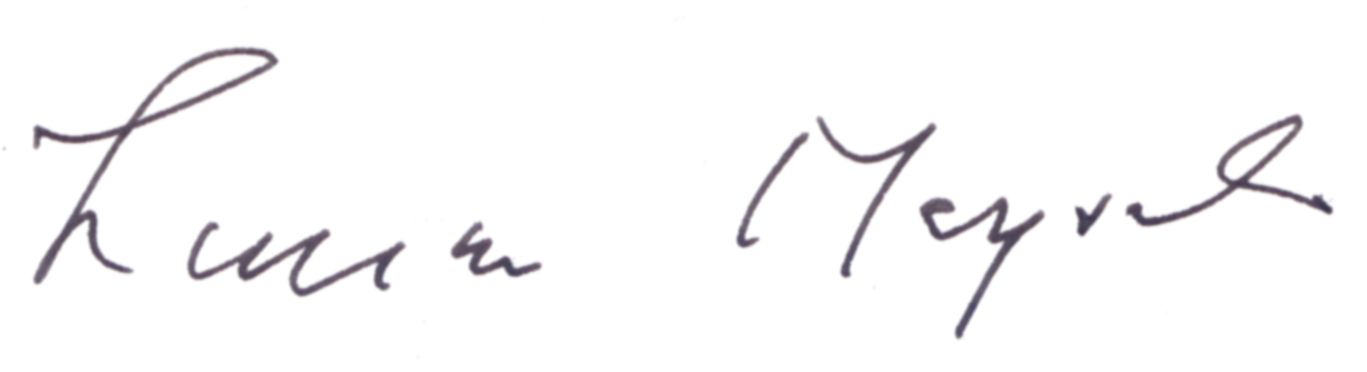
Autogramm

Lucian O. Meysels (* 14. Mai 1925 in Laxenburg; † 21. August 2012 in Wien) war ein österreichischer Autor und Journalist.

## Leben
Lucian Otto Meysels, Sohn des Journalisten und Schriftstellers Theodor F. (Friedrich) Meysels (1899–1963) und seiner Frau Lucie besuchte das Akademische Gymnasium in Wien und musste als Jude nach dem „Anschluss“ Österreichs nach Palästina emigrieren. In Jerusalem besuchte er die St. George’s School und kämpfte im Zweiten Weltkrieg für die Royal Air Force. Danach studierte er Geschichte und Archäologie an den Universitäten London, Wisconsin und Wien, wo er zum Dr. phil. promoviert wurde. Seine Dissertation über die „Beziehung zwischen Österreich und den Vereinigten Staaten 1933–1938“ war die erste über ein rein zeitgeschichtliches Thema an der Wiener Universität.
Seit 1946 arbeitete Meysels als Journalist, zuerst für die Nachrichtenagentur Reuters, von 1946 bis 1948 für den Palestine Broadcasting Service und von 1948 bis 1952 für die Nachfolgegesellschaft Kol Israel. 1952–54 gehörte er zum Redaktionsstab der „Jerusalem Post“. 1954–1957 arbeitete er als Pressesprecher der Hebräischen Universität Jerusalem.
Nach seiner Rückkehr nach Wien war Meysels 1957/1958 Assistent am Institut für Orientalistik, Abteilung für hebräische Studien. Ab 1959 war er auf Einladung von Fritz Molden beim österreichischen Nachrichtenmagazin „Wochenpresse“ für die Ressorts Außenpolitik und Zeitgeschichte zuständig, von 1982 bis 1991 war er stellvertretender Chefredakteur dieser Zeitung.
Meysels ist Autor zahlreicher Bücher, darunter auch Gottes Rächer – Fundamentalisten im Vormarsch, in dem er die Entwicklung bis zu den Terroranschlägen am 11. September 2001 vorausahnte. Für seine Veröffentlichungen im zeitgeschichtlichen und außenpolitischen Bereich erhielt er zahlreiche Auszeichnungen.

## Sonstiges
In der Familie wird die Geschichte tradiert, dass ein Vorfahre, der Vorstand der Prager Juden, Mordechai Maisel, Kaiser Rudolf II. das Geld für die Anfertigung der Kaiserkrone lieh. Weder der Kaiser noch sein Nachfolger Matthias hat es je zurückerstattet. Als kaiserliche Huldbezeugung wurde Maisel aber gestattet, sein Eigentum zu vererben, darunter auch die zwei Schuldscheine des Kaisers. Eine Kopie des Testaments von Maisel ist in der Maisel-Synagoge ausgestellt.
„Ich leihe die österreichische Kaiserkrone der Schatzkammer unter der Bedingung, dass sie daneben eine Tafel anbringt: Eigentum von Mordechai Maisel, Primator der Prager Judengemeinde. – Recht muss schließlich Recht bleiben.“ (Lucian O. Meysels)
Im Exil änderte die Familie 1940 ihren Namen von „Meisels“, der in der englischen Aussprache „measles“ (Masern) bedeutet, in „Meysels“.

## Auszeichnungen
- 1977 Titel Professor (Österreich)
- 1997 Ehrenkreuz für Wissenschaft und Kunst I. Klasse
- 2000 Silbernes Ehrenzeichen der Stadt Wien
- 2001 Goldenes Ehrenzeichen des Landes Niederösterreich
- Ehrenzeichen für Verdienste um die Befreiung Österreichs
- Bundesverdienstkreuz I. Klasse (Deutschland)
- 2007 Goldenes Ehrenzeichen der Stadt Wien

## Werke
- Morde machen Geschichte. Politische Gewaltakte im 20. Jahrhundert. Herold, Wien 1985, ISBN 978-3-7008-0301-0.
- Nationalsozialismus. Das Phänomen einer Massenbewegung. Es begann im Chaos und endete im Chaos. hpt-Verlag, Wien 1988, ISBN 978-3-85128-004-3.
- Revolutionen verändern die Welt. Herold, Wien 1988, ISBN 978-3-7008-0372-0.
- Israel. Wiedergeburt einer Nation, zwischen Verheißung und Realität. hpt-Verlag, Wien 1990, ISBN 3-85128-038-5.
- Der Austro-Faschismus. Das Ende der ersten Republik und ihr letzter Kanzler. Amalthea, Wien 1992, ISBN 978-3-85002-320-7.
- Frauen um Englands Krone. Eine seriöse Skandalchronik. Edition Tau, Bad Sauerbrunn 1993, ISBN 3-900977-37-2.
- Unheilige Allianzen. Wer ebnet Jörg Haider den Weg? Mit einem Vorwort von Erhard Busek. Edition Va Bene, Wien u. Klosterneuburg 1995, ISBN 978-3-85167-034-9.
- Victor Adler. Die Biographie. Amalthea, Wien 1997, ISBN 978-3-85002-403-7.
- In meinem Salon ist Österreich. Berta Zuckerkandl und ihre Zeit. Herold, Wien 1984. 2., erw. Neuauflage. Edition INW (Illustrierte Neue Welt), Wien 1997, ISBN 978-3-9500356-0-5.
- Gottes Rächer. Religiöse Fundamentalisten im Vormarsch. Eine Recherche. Edition Va Bene, Wien u. Klosterneuburg 1998, ISBN 978-3-85167-075-2.
- Die verhinderte Dynastie. Erzherzog Franz Ferdinand und das Haus Hohenberg. Molden-Verlag, Wien 2000, ISBN 978-3-85485-051-9.
- Die Welt der Lotte Tobisch. Mit einem Vorwort von Peter Marboe. Edition Va Bene, Wien 2002, ISBN 978-3-85167-120-9.
- Tunesien. Brennpunkt der Kulturen. Geschichte und Gegenwart. Mit einer Einleitung von Kurt Waldheim. Herbig, München 2004, ISBN 978-3-7766-2381-9.

Übersetzungen
- Elie Abel: 13 Tage vor dem 3. Weltkrieg. Dokumentation und Hintergründe der Krise, die die Welt an den Rand der atomaren Vernichtung führte. Übertragung aus dem Amerikanischen. Molden, Wien 1966.
- Anthony Nutting: Von Mohammed bis Nasser. Eine Geschichte der Araber. Übertragung aus dem Englischen. Molden, Wien 1966.